# Alternativa Liberale
Alternativa Liberale (in francese Alternative Libérale, AL) è un partito politico francese.
AL è stata fondata il 1º marzo 2006, per rappresentare in Francia posizioni politiche liberali sia sui temi economici che sui temi sociali.
Il primo presidente di AL è Edouard Fillias che è anche designato come candidato alle elezioni presidenziali del 2007. Tuttavia non viene raccolto il numero di firme necessarie per la presentazione della candidatura. Edouard Fillias annunciò, quindi, l'appoggio di Alternative Libérale alla candidatura presidenziale di François Bayrou, una scelta non condivisa da tutto il partito.
Alle elezioni legislative dello stesso anno AL presentò i propri candidati in una cinquantina di collegi. I risultati solo in pochi casi superarono l'1% con uno score massimo del 2,1%.
Il 3 ottobre 2007 Fillias decise di non ricandidarsi presidente ed 28 ottobre Aurélien Véron venne eletto nuovo presidente di AL. Nel marzo del 2008, una nuova consultazione tra i membri di AL vide prevalere quale nuova presidente Sabine Herold.